# 安新战役
安新战役，是第二次国共内战中，中国人民解放军南下部队与河南省新乡县、安阳县国军发生的一场战役。此役，解放军攻取国军在华北平原最后据守的城市。
1949年初，淮海战役结束，解放军已取得决定性胜利。同年4月，河南省及华北平原，中華民國國軍仅控制新乡县、安阳县两座县城。是为今新乡市、安阳市的主城区。此前3月，中国人民解放军第四野战军第四十军进攻安阳城，未能攻克。华北军区第七十军正围困新乡县。3月下旬，中央军委决定四野13兵团42军、47军会同第七十军，由四野13兵团司令员程子华指挥下发动安新战役。对于中華民國政府而言，当时安阳城“孤悬华北，呼援无望”，“[中央]政府遥隔，无可接济”，地方官员和守军“惟有同心协力，作最后奋斗之一途”。总指挥兼行政专员赵质宸，立法委员兼第九纵队司令王三祝，三三七师长郭清，保安副司令兼保安旅长刘乐仙，安阳县长黄伯英等及各单位首长数百人曾焚香盟约，以图固守安阳城。4月初，守军放弃安阳城三十华里以内的据点，以及北关外的飞机场。加固城池，并集中所有粮食、棉花用品等物于城内，以便久守。
4月16日，解放军发起解放安阳和新乡的战役，拔除国军和地方土匪顽敌武装1.4万余人及第40军2万余人。17日包围安阳。19日，围攻安阳城东南的鳖盖山国军据点的第42军采用挖壕逼近战术展开攻势。21日，鳖盖山据点国军投降。5月5日，新乡国军第40军宣布“投诚”解放军。5月5日18时，进攻安阳城的解放军各师展开战斗。18时45分，解放军占领护城河和外壕。6日5时许，解放军将安阳城墙炸开突破口（宽23米）。一个小时后，攻克鼓楼，6时50分，攻克安阳县政府。上午8时，战斗结束。解放军攻克安阳城。
由于新乡是和平解放，基本没有战斗和伤亡。安阳惨烈激战。战役最终结果，解放军缴获各种炮100余门，轻重机枪1000余挺，步枪1.1万余支、冲锋枪270余支、短枪1600余支、掷弹筒147具、枪榴筒170具、马671匹。中华民国作者则称，解放军攻占后，“安阳全城，变为灰烬。守军二万余人，死亡十分之七，商民老幼，亦多无幸免。综计当在十二万人左右，可谓惨矣”。安阳攻城战中，国府“死亡之将领官佐党政人员为数亦在二千人左右”，但“因城已沦陷，名册遗失，姓名多无可考”。而其所列举死亡的24人，除郭清、王子钓外，多为战后处决和“城破被害”，是否因战役原因死亡不详。